# Grand Hotel Milano
Il Grand Hotel Milano, realizzato tra il 1910 e il 1911, era il principale albergo di Brunate, in provincia di Como.
L'albergo fu mantenuto in uso fino agli anni Settanta. 

## Architettura
L'albergo fu costruito dove nel 1884 sorgeva lo Chalet Spani, in parte riutilizzando un edificio preesistente.
La pianta è rettangolare e la fronte è suddivisa in tre corpi, di cui quello centrale, più lungo e più basso dei corpi laterali, rientra rispetto a questi ultimi.
Le novità progettuali dell'albergo erano le strutture in ferro e mattoni, la suddivisione e la funzionalità degli spazi interni. La decorazione esterna e interna, realizzata in stile Liberty, era fine e discreta.
L'arredamento storico dell'albergo è quasi totalmente disperso. I fregi e le decorazioni interne ed esterne, degradati, sono in corso di restauro.
Oggi l'edificio, dopo quarant’anni di chiusura e otto di ristrutturazione, rinasce come Nuvole Garden Hotel. 